# Synanthedon ulmicola
Synanthedon ulmicola is een vlinder uit de familie wespvlinders (Sesiidae), onderfamilie Sesiinae.
Synanthedon ulmicola is voor het eerst wetenschappelijk beschreven door Yang & Wang in 1989. De soort komt voor in het Palearctisch gebied.